# Абдул-Гази
Абду́л-Гази́ — аул у складі муніципального утворення Сільське поселення Озек-Суатська сільрада Нефтекумського району Ставропольського краю Росії.

## Варіанти назви
- Абул-Годи

## Географія
Відстань до крайового центру: 250 км.
Відстань до районного центру: 11 км.

## Населення
Чисельність населення: 444

## Освіта
- Основна загальноосвітня школа № 18[1]